# Phellinus setulosus
Phellinus setulosus är en svampart som först beskrevs av Lloyd, och fick sitt nu gällande namn av Imazeki 1943. Phellinus setulosus ingår i släktet Phellinus och familjen Hymenochaetaceae.   Inga underarter finns listade i Catalogue of Life.